# Benelux Merkenwet
De Benelux Merkenwet (voluit: Eenvormige Beneluxwet op de warenmerken) is een in 1971 in werking getreden uitvoeringsregeling van het Benelux-Verdrag inzake de warenmerken die als bijlage aan het verdrag was gehecht. De merkenwet regelde het depot van een Benelux-merk.
Op 1 september 2006 werd het Benelux-verdrag inzake de intellectuele eigendom van kracht:
- het Benelux-Merkenbureau is opgegaan in het Benelux-Bureau voor de Intellectuele Eigendom;
- de Benelux Merkenwet-bepalingen zijn opgenomen in dit verdrag.

De Benelux Merkenwet was een belangrijke eerste stap in de unificatie van bepaalde rechtsgebieden in de Benelux. Hiermee liep de Benelux voor op de Europese Unie wat betreft merkenrecht.